# 青森県道224号高瀬諏訪平停車場線
青森県道224号高瀬諏訪平停車場線（あおもりけんどう224ごう たかせすわのたいらていしゃじょうせん）は、青森県三戸郡南部町を通る一般県道である。

## 概要
南部町高瀬地区で青森県道134号櫛引上名久井三戸線から分岐し、青い森鉄道線の線路を越え、国道4号に合流し、すぐに分岐して諏訪ノ平駅に至る。

### 路線データ
- 起点：三戸郡南部町大字高瀬[1]
- 終点：諏訪平停車場[1]

## 歴史
- 1961年（昭和36年）2月10日 - 県道に認定される[1]。

## 路線状況

### 重複区間
- 国道4号 : 三戸郡南部町玉掛地内

## 地理

### 交差する道路
- 青森県道134号櫛引上名久井三戸線（三戸郡南部町大字高瀬、起点）
- 国道4号（三戸郡南部町玉掛）

### 沿線の施設
- 諏訪平郵便局
- 青い森鉄道青い森鉄道線 諏訪ノ平駅